# Elisabetta Marchioni
Elisabetta Marchioni (née à Rovigo) est une femme peintre italien baroque de la fin du XVIIe et du début du XVIIIe siècle, qui fut spécialisée dans la peinture de natures mortes, de fleurs et de fruits.

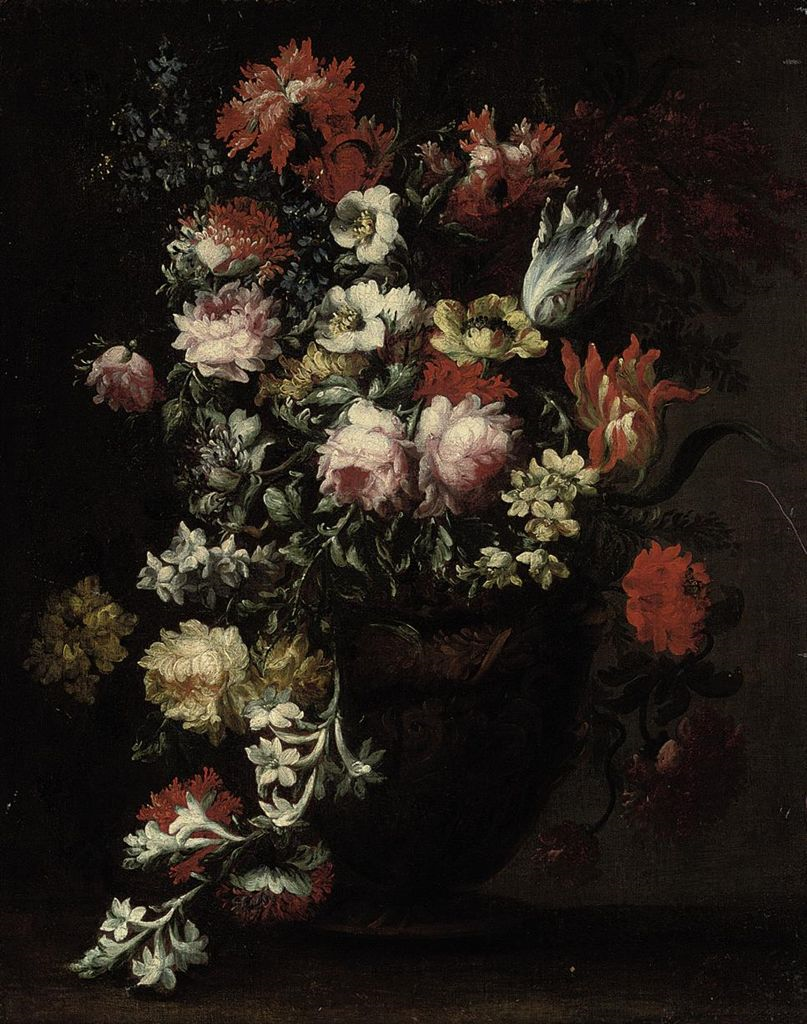
Nature morte

## Œuvres
- Natures mortes de tulipes, pivoines, roses et paysages en arrière-plan
- Pêches, grenades, fruits et fleurs dans un panier sur une corniche
- Nature morte de tulipes, roses, œillets et autres fleurs dans une urne en bronze
- La Santissima Eucharistia tra fiori e angeli, huile sur toile de 94 × 234 cm, Pinacoteca Accademia dei Concordi, Rovigo.
- Tulipes, roses, chrysanthèmes et autres fleurs dans un panier en osier, sur un rebord de pierre, huile sur toile
- Chrysanthèmes, jacinthes et pivoines dans une urne, huile sur toile
- Tulipes, roses, jonquilles et autres fleurs dans une urne sur une pierre